# Muharram Rassulowa
Muharram Rassulowa (tadschikisch Муҳаррам Расулова, russisch Мухарам Расуловна Расулова Mucharam Rassulowna Rassulowa, englisch Muharram Rasulova; * 17. Juni 1926 in Leninabad; † 2006) war eine sowjetisch-tadschikische Botanikerin. Ihr botanisches Autorenkürzel lautet „Rassulova“.

## Leben
Rassulowa stammte aus einer Arbeiterfamilie. Ihr 13 Jahre älterer Bruder Dschabar Rassulow wurde 1. Sekretär der Kommunistischen Partei Tadschikistans. Sie begann 1941 als Laborantin in einer Baumwollfabrik in Leninabad zu arbeiten.  1943 begann sie am Pädagogik-Institut Leninabad zu studieren. Ab 1945 arbeitete sie dort als Laborantin. Nach dem Studienabschluss 1947 lehrte sie in der Geographie-Fakultät des Instituts. 1951 wurde sie Mitglied der KPdSU.
Ab 1952 war Rassulowa Aspirantin an der Akademie der Wissenschaften der Tadschikischen Sozialistischen Sowjetrepublik (AN-TadschSSR). 1959 verteidigte sie  ihre Dissertation mit Erfolg für die Promotion zur Kandidatin der biologischen Wissenschaften.
Darauf wurde Rassulowa wissenschaftliche Mitarbeiterin des Instituts für Botanik der AN-TadschSSR. Sie wurde 1962 Vizedirektorin des Instituts und 1966 Leiterin des Sektors für Pflanzensystematik und Pflanzengeografie. 1976–1988 leitete sie das Institut. Sie wurde 1981 zum Korrespondierenden Mitglied der AN-TadschSSR gewählt. Aus dem Dienst schied sie 1991.
Mit anderen schuf Rassulowa das große Werk über die Flora Tadschikistans. Insbesondere erstellte sie mit Buljak Abdrachmanowna Scharipowa die Beiträge für eine Reihe von Korbblütler- und Hülsenfrüchtler-Arten. Nach Rassulowa wurden benannt:
- Astragalus rassulovae Podlech, 1993
- Cirsium rassulovae B.A.Sharipova, 1989

## Ehrungen, Preise
- Medaille „Für heldenmütige Arbeit“[1]
- Jubiläumsmedaille „Zum Gedenken an den 100. Geburtstag von Wladimir Iljitsch Lenin“
- Ehrendiplome des Obersten Sowjets der Tadschikischen Sozialistischen Sowjetrepublik[1]